# يونس بن عبيد الثقفي
يونس بن عبيد الثقفي، بالولاء: أول من بني دارا بالآجرّ، في البصرة. كان عبيد (أبوه) من موالي الحارث بن كلدة الثقفي. وهو الّذي تبنى زياد بن أبيه في الجاهلية. ولما كبر زياد وألحقه معاوية بنسبه. نزل «يونس» بالبصرة وكانت له رواية للحديث ووثّقه ابن حبان. توفي نحو 50 هـ .